# 約書亞·傑克遜
約書亞·卡特·傑克遜（英語：Joshua Carter Jackson，又译：约书亚·杰克森、喬舒亞·傑克遜），是一位加拿大男演員。他出演過黃金時段的電視節目以及超過32部電影。他最出名的表演是在電影《冰上特攻隊》系列和電視劇《戀愛時代》以及《危机边缘》。

## 早年生活
傑克遜出生於溫哥華，他的父親約翰來自美國德州，母親菲奧娜是在1960年代移居美國的愛爾蘭人，她是一名選角導演。他有一個妹妹艾斯利和兩個同父異母的哥哥喬納森和萊曼。他是天主教徒。他在8歲之前一直住在加州，後來和母親及妹妹一起搬到了溫哥華。

## 生涯
傑克遜公開前兩季與戀愛時代聯合主演凱蒂·霍爾姆斯的戀愛關係。霍姆斯聲稱傑克遜是她的初戀。
自2006年起，傑克遜一直在與德國女演員黛安·克魯格的關係。夫妻倆股份住宅在巴黎，洛杉磯和溫哥華他擁有他的童年家中的Topanga，加州。他曾住在北卡羅來納州威明頓，為戀愛時代拍攝地點。在紐約，在那裡拍攝邊緣第一季。 2009年，他搬回到溫哥華以下四個季節的拍攝節目播出2013年1月18日的最後一集了。
傑克遜是冰球隊溫哥華加人的粉絲。他於2002年11月9日在北卡羅來納州羅利市一卡羅萊納颶風冰球比賽與一名保安發生爭吵後被捕。他被指控毆打他人，聚眾鬥毆和醉酒的和破壞性的，有0.14血液酒精含量。檢察官同意駁回攻擊罪和傑克遜同意參加酒精教育課程，並以具有履行24小時社會服務令剩餘電荷丟棄。

## 外部連結
- 約書亞·傑克遜在互联网电影资料库（IMDb）上的資料（英文）
- 約書亞·傑克遜在豆瓣上的资料（简体中文）
- Joshua Jackson （页面存档备份，存于） on The Hour with George Stroumboulopoulos